# 118
Het jaar 118 is het 18e jaar in de 2e eeuw volgens de christelijke jaartelling.

## Gebeurtenissen

### Italië
- In Rome wordt keizer Hadrianus door de Senaat benoemd tot consul, hij geeft opdracht tot de herbouw van het Pantheon. De tempel wordt voorzien door Romeinse zuilen met een voorhal en overdekt met een trapvormige koepel. Ook wordt het Forum Romanum verder uitgebreid.
- Hadrianus ontdekt een samenzwering tegen hem en laat vier senatoren (o.a. Lusius Quietus) in het openbaar executeren.

### Syria
- Parthamaspates wordt door Hadrianus aangesteld als vazalkoning van Osroene, een Syrische autonome regio in het Romeinse Rijk.

## Overleden
- Aulus Cornelius Palma, Romeins consul en veldheer
- Gaius Julius Quadratus Bassus, Romeins consul en veldheer
- Lusius Quietus, Romeins veldheer en gouverneur van Judea